# Chiperești
Chiperești – wieś w Rumunii, w okręgu Jassy, w gminie Țuțora. W 2011 roku liczyła 342 mieszkańców.